# María Barracuda
Maricela Rodríguez Morales (Ciudad de México, 3 de abril de 1978), conocida como María Barracuda, es una cantante y compositora mexicana, destacada por ser la vocalista del dúo Jotdog. Entre sus canciones más exitosas se incluyen; «Las pequeñas cosas», «Hasta contar a mil», «Corazón de metal», «Lluvia de estrellas», y «Catástrofes Perfumadas».

## Biografía y carrera

### 1978-2000: primeros años
Marisela Morales Rodríguez nació el 3 de abril de 1978 en Ciudad de México, pero se trasladó a muy temprana edad a Ciudad Juárez, Chihuahua, en donde se crio. Estudió la carrera de Ciencias de la Comunicación en el Instituto Tecnológico y de Estudios Superiores de Monterrey.

### 2000-2004: inicios musicales
Alrededor de 2000 firmó contrato con la disquera venezolana Latin World Music bajo el alias de «Ornela», con la cual grabó un disco (Instinto natural). De esta producción discográfica se conocen los temas “Si te vas”, "La Voz", “Lo que no soy”, “Me da igual” y “Viviré“.
Posteriormente Barracuda formó un grupo llamado «Dragón», del cual era vocalista: se trataba de un grupo de rock que no fue conocido comercialmente y con el cual, se grabaron algunos demos denominados «No te puedes ir» y «Moriría».
María Barracuda firmó un contrato con Sony Music en enero de 2003 y lanzó formalmente en 2004 su primer disco homónimo María Barracuda, producido por Jorge “Chiquis” Amaro, quien también lo ha compuesto y coescrito con ella.
Para promocionar el disco saca su primer sencillo, «Chale», interpretado junto Rubén Albarrán, vocalista de Café Tacvba), realizando promoción en toda la República Mexicana y logrando el reconocimiento y la aceptación por parte del público contando con una notable distribución radiofónica y televisiva. Le siguió el tema "Ciudad Juárez" contando con la participación de Ramón Ayala, acompañándola en el acordeón y seguido de su tema "Crisis de nervios" el cual formó parte del soundtrack de la película mexicana Ladies' Night.
A finales de 2004 María Barracuda fue nominada como Mejor Artista Nuevo en los premios MTV Video Music Awards Latinoamérica, junto a La Quinta Estación, Kalimba, Lu y Belinda (siendo esta última la ganadora).

### 2005-2009: bloqueos profesionales
En 2005, Barracuda lanzó el último sencillo de su disco homónimo titulado «Lejos de ti» y además anunció que se había deslindado completamente de la disquera Sony Music (discográfica en la que permaneció hasta julio de 2006) debido al escaso apoyo y promoción que se le otorgó al proyecto musical y también anunció que estaba preparando un EP con canciones inéditas, del cual grabó un vídeo promocional llamado «Condéname» estrenado a finales de 2005, durante el estreno del mismo, María Barracuda anunció que el EP en cuestión se titularía «Erase una vez una pinchi niña», sin embargo la salida del material discográfico se fue retrasando y el primer corte promocional tuvo escasa rotación en radio y televisión.
No fue sino hasta mediados de 2006 que María Barracuda reapareció y declaró a varios sitios web de sus seguidores que en el tiempo que estuvo alejada de los escenarios tomó clases para poder realizar sus propios vídeos promocionales y además se encontraba ultimando detalles para el esperado EP que llevaría por título definitivo "Mi otra vida", el cual sin mucha promoción fue lanzado de forma independiente en agosto del mismo año con varios vídeos promocionales de las canciones «Se te olvidó» y «Mi otra vida»; en varios sitios de sus fanes se anunció que la cantante lanzaría una línea de ropa, la cual nunca vio la luz. Al poco tiempo María fue desapareciendo por completo del medio musical, y durante 2007, 2008 y 2009 no se supo nada de ella (sin embargo, en 2008 participó en una canción de Juan Cholo titulada: El Preso).
En su momento fueron añadidas al reproductor de música de su MySpace oficial cinco nuevas canciones que se cree, son descartes de sus previos trabajos como solista, las canciones en cuestión se titulan «Quédate», «Elixir», «Pornolove» y «Presa muerta», además del tema «Lo que no soy», canción extraída del álbum Instinto Natural. A principios de 2009, María Barracuda reapareció en una entrevista de una publicación de Internet a la que declaró que estaba por lanzar un nuevo proyecto, esta vez con tendencia Pop y Synth pop, algo completamente diferente a lo que había hecho por lo cual su etapa como solista había finalizado siendo ya un ciclo cerrado, por lo que no volvería a lanzar discos en solitario ni bajo el pseudónimo "María Barracuda", sin embargo a finales de 2018, anunció en sus redes sociales el regreso a su carrera como María Barracuda para enero del siguiente año. 

### 2009-presente: JotDog
Paralelamente a su carrera en solitario también forma parte del grupo JotDog con tendencias Pop y Synth pop, del cual se desprenden los sencillos «Hasta contar a mil», «Las pequeñas cosas», «Resistir», «Turista del amor», «Lluvia de estrellas» y «Corazón de metal». 
En 2014 JotDog colaboró con el grupo de cumbia mexicano Los Ángeles Azules en su concierto interpretando la canción «Mis sentimientos», canción interpretada originalmente por Ximena Sariñana, futura compañera de María Barracuda en el Vive Latino 2019, siendo ambas muy elogiadas por ser de las pocas mujeres en formar parte de dicho evento (apareciendo además juntas para la foto), evento en el cual María incluso tuvo el honor de ser la encargada de dar la develación del cartel de dicha ceremonia por los 20 años del Vive Latino. En febrero de 2015 en el Zócalo de la Ciudad de México, María Barracuda realizó nuevamente una colaboración con Los Ángeles Azules donde interpretaron la canción "Las maravillas de la vida", este último evento fue transmitido por Televisa debido a que María aún formaba parte de OCESA Seitrack (esta fue su última aparición en dicha televisora). 
El 4 de julio del mismo año, fue una de los artistas invitados a colaborar en el concierto “XX años: y queremos más“, donde Panteón Rococó festejó su vigésimo aniversario de trayectoria musical. En el evento, María Barracuda participó en la canción "Arréglame el alma", haciendo dueto con la agrupación mexicana de ska.
Ya para el 6 de diciembre de 2017 María Barracuda realizó un cover de la canción "Ni tú ni nadie" de Alaska y Dinarama que fue incluido en el álbum denominado Rock en tu Idioma Sinfónico Vol. II, cover que se realizó junto a Sabo Romo y la "Camerata Metropolitana" bajo la dirección de Felipe Pérez Santiago, grabado en el Auditorio Nacional de la Ciudad de México.

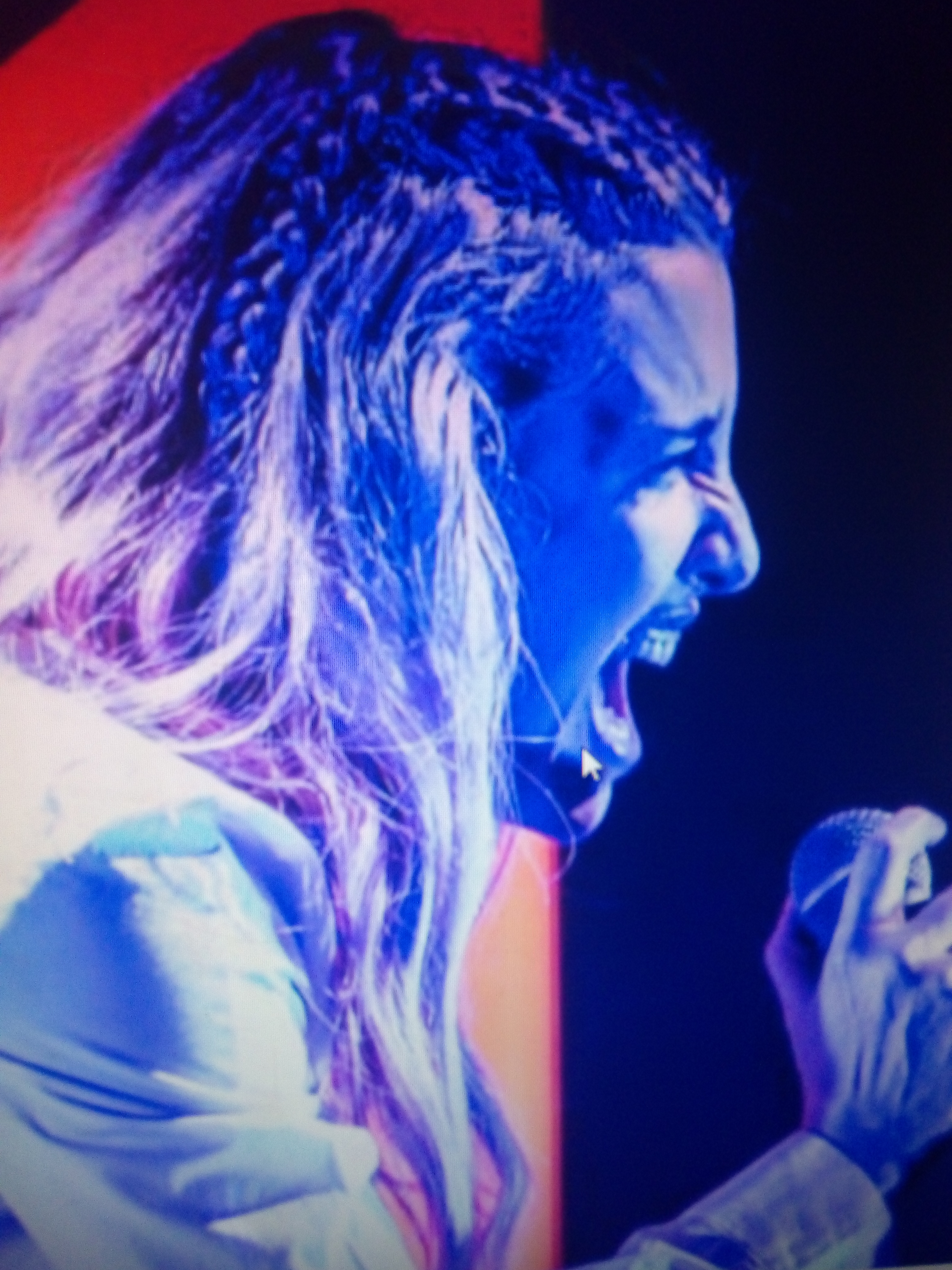
Barracuda durante una presentación en 2019.

El 18 de agosto de 2018 en el Teatro Metropólitan de la Ciudad de México, María Barracuda colaboró con Lira N´Roll en la canción "María", iniciando su estilo en el Blues.

## Discografía

### Como Ornela
- 2000: Instinto Natural

### Como María Barracuda
- 2004: María Barracuda
- 2006: Mi Otra Vida

### Como vocalista de JotDog

#### Álbumes
- 2009: JotDog
- 2011: Turista Del Amor
- 2015: Universos Paralelos

#### Sencillos
- Compartamos tumbas (2017)
- Catástrofes perfumadas (2021)
- Nasty Boys (2024)
- Origami (2024)
- Relámpago De Amor (2024)
- Sobrenatural (2024)